# Bastian Baker
Bastien Kaltenbacher, (Villeneuve, Lausanne 20 de maio de 1991) é um cantor e compositor suíço. Baker já ganhou prêmios de notoriedade continental como o Prix Walo e o Swiss Music Awards, ambos do país de sua pátria. Em 2011, ele lançou seu primeiro álbum, Tomorrow May not by Better que alcançou a terceira colocação na tabela suíça Swiss Albums Chart. 

## Biografia

### 1991-2011: primeiros anos
Bastien Kaltenbacher nasceu em 20 de maio de 1991 em Villeneuve, Lausanne, Suíça. Filho do jogador de hockey de gelo Bruno Kaltenbacher, o cantor tem duas irmãs mais novas. Desde à infância, Baker esteve interessado em música. Ele cantou em corais na escola em sua cidade e começou a fazer suas apresentações para sua turma escolar. O cantor também teve aulas de violão por mais de um ano.
Baker pretendia ser jogador de hockey de gelo já que não via de jeito nenhum realizar seu sonho de ser cantor. Em 2006, entrou para um time juniores da Suíça, no qual passou pouco mais de dois anos. Em lembrança, o cantor relembrou que já havia jogado diante de uma plateia de 15 mil pessoas.
Dedicado a música, Baker se apresentou no aniversário de seu amigo e o pai do mesmo Patrick Delarive, ficou admirado com o talento dele. Convencido do talento de Baker, perguntou-lhe se poderia tornar-se seu produtor. Em 2011, gravou contrato com a gravadora Phonag Records. Baker reside em Paris na França.

## Carreira
Desde muito pequeno aprendeu a tocar bateria sempre continuou com a sua paixão em paralelo com o canto.  Seu primeiro single, "Lucky", foi lançado em março de 2011 e se tornou um sucesso notável em seu país. Em 9 de setembro de 2011, lançou seu primeiro álbum de estúdio, Tomorrow May not by Better, que em sua primeira semana alcançou a terceira colocação do periódico suíço Swiss Albums Chart, sendo o melhor pico alcançada. Em 2012, foi certificado de platina pela IFPI Schweiz, por mais de 30 mil cópias vendidas. Em 3 de março de 2012, Baker ganhou o Swiss Music Awards na categoria "Revelação do Ano". "I'd Sing For You"e "Tomorrow May Not Be Better" foram lançados como segundo e terceiro singles e alcançaram as nona e a 65ª posições na tabela suíça Swiss Singles Chart.
Sua primeira apresentação decorreu em abril de 2011, para um público estimado em 3 mil espectadores no Caprices festival, ao passo que em 16 de julho de 2011 se apresentou no Festival de Jazz de Montreux. Em seguida, ele foi convidado a realizar no famoso programa televisivo francês Taratata, tornando-o o terceiro suíço a ter essa honra desde 1993, depois de Stephan Eicher e Sophie Hunger. Ele lançou seu álbum, Tomorrow May not be Better na França em 27 de abril de 2012. Em 13 de maio de 2012, recebeu o Prix Walo (Considerado o Óscar da Suíça) de cantor revelação. Em 2015 se apresentou na premiação FIFA Ballon d'Or.

## Estilo musical
A influências musicais de Baker incluem Jack Johnson, Roxette, R.E.M., Lenny Kravitz e cantores locais de seu país, que cresceu escutando. Ele compôs desde a idade de 15 anos, com letras muitas vezes sombrias, bem como melodias leves. Marie Maurisse do blog Lefigaro, comparou-o a Justin Bieber, mas disse que Baker é superior por suas melodias soarem como descanso para os ouvidos dos ouvintes. Um redator para Fnac, escreveu que a Suiça não precisa mais de um grande artista, pois já existe e foi descoberto. Ainda disse que o álbum Tomorrow May not by Better, foi uma estréia promissora cujo estilo atrai-nos para as cativantes baladas-pop. A rádio francesa La Soupe, disse que a sensibilidade de Baker brilha através de suas canções e suas letras sinceras, contundente, escritas em inglês. Para rádio La Soupe este é um fator importante, quando você quer ser ouvido em todo o mundo.

## Discografia

### Álbuns de estúdio
| Detalhes do álbum | Melhores posições atingidas | Certificações           |
| Detalhes do álbum | SUI                         | Certificações           |
| --- | --------------------------- | ----------------------- |
| Tomorrow May not by Better - Lançamento: 9 de setembro de 2011 - Gravadora: Phonag - Formatos: CD, download digital               | 3                           | - IFPI Schweiz: Platina |
| Noël's Room (com Stress & Noah Veraguth) - Lançamento: 9 de dezembro de 2012 - Gravadora: Phonag - Formatos: CD, download digital | 1                           |                         |
| Too Old to Die Young - Lançamento: 27 de setembro de 2013 - Gravadora: Phonag - Formatos: CD, download digital                    | 1                           |                         |
| Facing Canyons - Lançamento: 6 de novembro de 2015 - Gravadora: Phonag - Formatos: CD, download digital                           | 2                           |                         |